# Gil Brandt
Gil Brandt (Milwaukee, 4 marzo 1932 – Dallas, 31 agosto 2023) è stato un dirigente sportivo statunitense, vice-presidente dei Dallas Cowboys della National Football League (NFL) dal 1960 al 1988.
Nel 2019 è stato introdotto nella Pro Football Hall of Fame.

## Carriera
Brandt lavorò come fotografo specializzato in soggetti neonati e fu impiegato come osservatore part-time per i Los Angeles Rams su raccomandazione di Elroy Hirsch. Nel 1958 fu assunto come osservatore a tempo pieno dai San Francisco 49ers. Due anni dopo fu assunto come capo degli osservatori dei neonati Dallas Cowboys, assunto dal general manager Tex Schramm assieme all'allenatore Tom Landry. Dalla metà degli anni sessanta, i tre iniziarono a costruire una squadra che sarebbe presto entrata nell'élite della lega. I Cowboys ebbero 20 stagioni consecutive con più vittorie che sconfitte, diventando una delle squadre più vincenti degli anni settanta. Raggiunsero cinque volte il Super Bowl in quel decennio, vincendo i Super Bowl VI e XII e perdendo i Super Bowl V, X e XIII per un totale di soli 11 punti. Grazie ai loro successi, i Cowboys si guadagnarono il soprannome di "America's Team".
Brand acquisì la reputazione di acquisire alte scelte del draft tramite scambi d'impatto, utilizzandole per future stelle come Randy White, Ed "Too Tall" Jones e Tony Dorsett.
L'addio di Brandt ai Cowboys avvenne il 2 maggio 1989 dopo l'epurazione dello staff voluto dal nuovo proprietario Jerry Jones. Assieme a lui se ne andarono anche Landry e Schramm.